# Paulsbirne
Die Paulsbirne ist eine Sorte der Birne (Pyrus communis). Die Sorte wurde 2013 zur Streuobstsorte des Jahres in Baden-Württemberg gewählt. Sie wird auch Michelsbirne genannt.
Die Herkunft der Sorte ist unbekannt. Die Sorte ist seit Mitte des 19. Jahrhunderts belegt. Sie wurde bereits 1847 von Johann Christian Metzger und 1854 von Eduard Lucas beschrieben. Einen Verbreitungsschwerpunkt hat sie im nördlichen Baden-Württemberg.

## Beschreibung
Die Paulsbirne ist eine anspruchslose, wenig krankheitsanfällige Birnensorte, die landschaftsprägende, großkronige Bäume bildet. Sie gilt als ertragreich mit regelmäßigen hohen Erträgen.
Die großen Früchte haben eine mattgelbe Grundfärbung und sind auf der besonnten Seite hell- bis dunkelrot. Das Fruchtfleisch ist grünlich bis gelblich-weiß. Die Birnen werden im Oktober geerntet und sind ab Dezember bis Ende März genussreif. Sie enthalten viel Zucker und wenig Gerbstoffe.

## Verwendung
Die Paulsbirne wird als klassische Kochbirne verwendet, kann aber auch frisch verzehrt werden. Auch als Most- und Dörrbirne ist sie geeignet.